# Maroc aux Jeux olympiques d'hiver de 1988
La participation du Maroc aux Jeux olympiques d'hiver de 1988 à Calgary au Canada, du 13 au 28 février 1988, constitue la troisième participation du pays à des Jeux olympiques d'hiver après 1984. La délégation marocaine est composée de trois athlètes : Ahmed Ait Moulay, Hammadi Ouachit et Lotfi Housni Alaoui, tous en ski alpin.

## Ski alpin

### Résultats

#### Slalom géant
| Athlète             | Temps final | Retard | Rang |
| ------------------- | ----------- | ------ | ---- |
| Hammadi Ouachit     | DSQ         | -      | AC   |
| Lotfi Housni Alaoui | DSQ         | -      | AC   |
| Ahmed Ait Moulay    | DSQ         | -      | AC   |

#### Slalom
| Athlète             | Temps final   | Retard        | Rang |
| ------------------- | ------------- | ------------- | ---- |
| Hammadi Ouachit     | 2 min 31 s 53 | 52 s 06       | 41e  |
| Ahmed Ait Moulay    | 2 min 33 s 17 | 53 s 70       | 42e  |
| Lotfi Housni Alaoui | 2 min 49 s 64 | 1 min 10 s 17 | 47e  |